# Brahmina faldermanni
Brahmina faldermanni är en skalbaggsart som beskrevs av Ernst Gustav Kraatz 1892. Brahmina faldermanni ingår i släktet Brahmina och familjen Melolonthidae. Inga underarter finns listade.